# 金忠 (忠勇王)
金忠（？—1431年），原名也先土干，蒙古王子，明朝軍事將領，忠勇王。忠勇王弟猛哥卜花，後於把思闊（巴里坤）率兵大敗捏列骨（贤义王太平之子）。
也先土干本在阿魯台属下。永樂十一年（1413年），明朝封為都督，以個人名義向明朝進貢，被阿魯台猜忌。永樂二十一年（1423年），明成祖北征，在抵達上莊堡，也先土干率妻子部屬來降。明成祖賜其姓名金忠，封忠勇王。次年討伐阿魯台，命其與陳懋為前鋒，阿魯台逃至答蘭納木兒河。於是明軍被迫班師，明仁宗即位後，加封太子太保。宣德三年（1428年），明宣宗親征兀良哈，在寬河獲勝。金忠與蔣信請求前往，宣宗答應。當時有人稱不可。宣宗答道：“去留就任其所欲了。我有了天下，難道還唯獨缺這兩人麼？”後兩人獲數十人、馬牛數百來獻。宣德四年（1429年），加封太保。宣德六年（1431年）去世。